# The 1st Shop of Coffee Prince
The 1st Shop of Coffee Prince (커피프린스 1호점, RR Keopipeurinseu 1 Hojeom; auch bekannt als Coffee Prince) ist eine südkoreanische Fernsehserie mit Yoon Eun-hye, Gong Yoo, Lee Sun-kyun und Chae Jung-an. Sie wurde vom 2. Juli 2007 bis 28. August 2007 auf MBC ausgestrahlt. Die Serie basiert auf einen gleichnamigen Roman der südkoreanischen Schriftstellerin Lee Sun-mi.

## Handlung
Die 24-jährige Go Eun-chan hält sich, ihre Mutter und ihre jüngere, noch schulpflichtige Schwester mit zahlreichen Nebenjobs mehr schlecht als recht über Wasser. So bringt sie unter anderem kleinen Kindern Taekwondo bei und liefert mit ihrem Miniroller im waghalsigen Tempo auf den Straßen Seouls Fastfood aus. Aufgrund ihres wenig mädchenhaften Auftretens und äußerlichen Erscheinungsbildes wird sie oftmals für einen Jungen gehalten. So auch von Choi Han-kyul, dem Spross einer reichen Familie, welche ihn lieber heute als morgen standesgemäß verheiratet sähe. Kurzerhand engagiert er den frech auftretenden „Jungen“, um die von seiner Großmutter eingefädelten Blind-Dates zu sabotieren. Eun-chan nutzt die Gunst der Stunde, nimmt das lukrative Angebot an und lässt ihren neuen Boss im Glauben, ebenfalls männlich zu sein. Beide sind äußerst erfolgreich darin, die Ehefrauen-in-spe zu vergraulen und mimen dafür auch schon mal ein schwules Pärchen. Doch Han-kyul hat nicht mit der Rache seiner Großmutter gerechnet, die ihm das Lotterleben austreiben will. Er wird dazu verdonnert, das runtergewirtschaftete Café „Coffee Prince“ wieder in die Erfolgsspur zu bringen. Nach anfänglichem Widerstreben nimmt Han-kyul die Herausforderung an und stellt gemeinsam mit Eun-chan ein Team junger, attraktiver Kellner zusammen, die besonders auf ein weibliches Publikum abzielen. Das Konzept hat Erfolg, mit dem Café geht es schnell bergauf.
Zwischen Eun-chan und Han-kyul entwickelt sich eine enge Freundschaft, die nach und nach erste romantische Blüten treibt, was insbesondere Han-kyul in immer größere Gewissensnöte bringt. Er beginnt seine Sexualität ernsthaft in Frage zu stellen und begegnet Eun-chan im daraus resultierenden Gefühlschaos abwechselnd mit Zuneigung und Zurückweisung. Eun-chan selbst weiß daher lange Zeit nicht so recht, woran sie bei ihm ist. Aus Angst ihn als Boss und Freund zu verlieren, verheimlicht sie ihm auch weiterhin, dass sie ein Mädchen ist. Als Han-kyul ihr trotz aller Widrigkeiten seine Liebe gesteht, will sie die Charade beenden. Doch es ist bereits zu spät, Han-kyul erfährt die Wahrheit durch jemand anderen. Tief getroffen fühlt er sich einmal mehr von einer nahestehenden Person betrogen und weist die völlig aufgelöste Eun-chan zunächst unerbittlich von sich. Nur mühsam nähern sich die beiden wieder an und gestehen sich schließlich ein, ohne den anderen nicht mehr leben zu können. Doch schon droht das nächste Ungemach: Han-kyul muss seine Familie von der neuen Freundin, die so gar nicht in das Schema der begehrten Schwiegertochter passen will, überzeugen. Letztlich einigt man sich darauf, die junge Liebe durch eine zweijährige Pause zu testen, in der Eun-chan nach Italien zieht, um sich dort zur professionellen Barista ausbilden zu lassen.

## Figuren

### Go Eun-chan
Die von Yoon Eun-hye gespielte Go Eun-chan ist eine sympathische, burschikos auftretende junge Frau mit vielen Talenten, großem Appetit auf alles Essbare und dem starken Willen, ihre vaterlose Familie durch allerlei Nebenjobs finanziell über Wasser zu halten. Aufgrund ihres lockeren Kleidungsstils, ihres frech-fröhlichen Auftretens, dem kurzen Haarschnitt und ihrer schlanken Erscheinung wird sie oftmals für einen Jungen gehalten.

### Choi Han-kyul
Der von Gong Yoo gespielte Choi Han-kyul ist zukünftiger Erbe eines Lebensmittelunternehmens, das von seiner Großmutter geführt wird. Trotzig besteht er auf einen unabhängigen Lebensstil und verweigert sich jeglicher Einflussnahme seiner Familie auf sein Privatleben. Er trauert einer unerwiderten Liebe (Yoo-joo) nach und kann sich anderen gegenüber aufgrund weiterer persönlicher Enttäuschungen – so wurde ihm unter anderem auch seine Adoption verschwiegen – nur schwer öffnen.

### Choi Han-sung
Der von Lee Sun-kyun gespielte Choi Han-sung ist Han-kyuls Cousin und bester Freund. Der talentierte Musikproduzent befindet sich in einer äußerst komplizierten On-Off-Beziehung mit Yoo-joo. Er lernt Eun-chan unabhängig von Han-kyul kennen und verliebt sich kurzzeitig ebenfalls in sie, weiß aber im Gegensatz zu seinem Cousin von Anfang an, dass Eun-chan ein Mädchen ist.

### Han Yoo-joo
Die von Chae Jung-an gespielte Han Yoo-joo ist professionelle Malerin. Sie hat ein tragisches Talent dafür, gebrochene Herzen zu hinterlassen. Einst enttäuschte sie Han-kyul, dessen Liebe sie nicht erwiderte, später ließ sie ihren Lebensgefährten Han-sung in Korea sitzen und lebte zeitweise mit einem anderen Mann in New York. Mit ihrer Rückkehr in die alte Heimat reißt sie alte Wunden auf.

### Nebenfiguren
Zu den Mitarbeitern des „Coffee Prince“-Cafés zählen:
- Hwang Min-yeop – ein von Lee Eon gespielter Kellner
- Jin Ha-rim – ein von Kim Dong-wook gespielter Kellner
- Noh Sun-ki – ein von Kim Jae-wook gespielter Kellner
- Hong Gae-shik – ein von Kim Chang-wan gespielter Co-Manager

Zur Familie Han-sungs zählen:
- Han-sungs Großmutter, gespielt von Kim Young-ok
- Han-sungs (Adoptiv-)Mutter, gespielt von Kim Ja-ok
- Han-sungs (Adoptiv-)Vater, gespielt von Choi Il-hwa

Zur Familie Eun-chans zählen:
- Go Eun-sae die von Han Ye-in gespielte jüngere Schwester Eun-chans und Freundin von Hwang Min-yeop
- Eun-chans Mutter, gespielt von Park Won-sook

Weitere Figuren:
- Mr. Ku – der von Lee Han-wi gespielte Metzger ist an Eun-Chans verwitweter Mutter interessiert

## Veröffentlichung
Die Serie war sowohl im asiatischen Raum – u. a. in Japan, Thailand und den Philippinen – als auch auf dem amerikanischen Kontinent – u. a. in Chile, den USA und Kanada – im Fernsehen zu sehen. Synchronisierte Fassungen wurden im Nahen Osten, in Malaysia und in Indien ausgestrahlt.
Im deutschsprachigen Raum wurde die Serie unter dem Titel „Coffee Prince“ erstmals von Netflix per Streaming in Originalfassung mit Untertiteln (FSK ab 12 freigegeben) veröffentlicht.

## Auszeichnungen
Die Serie gewann unter anderem im Jahr 2008 den Korea PD Award als beste Drama-Serie. Yoon Eun-Hye erhielt im selben Jahr auch den Baeksang Arts Award als beste TV-Darstellerin.

## Nachwirkung
Aufgrund des großen Zuschauerzuspruchs wurde die Serie in Thailand (2012), den Philippinen (2012) und Malaysia (2017) neu adaptiert. Unter dem Titel Prince Coffee Lab (Alternativtitel: Nice To Meet You) wurde im Jahr 2018 auch ein chinesisches Remake veröffentlicht.